# Para-Afrikaspiele
Die Para-Afrikaspiele (englisch African Para Games, französisch Jeux Para Africains) sind eine Multisportveranstaltung für Behindertensportler in Afrika und sollen – organisiert vom Afrikanischen Paralympisches Komitee – alle vier Jahre am selben Ort wie die „regulären“ Afrikaspiele stattfinden, allerdings zeitlich etwas versetzt zu diesen. Die erste Austragung fand 2023 in der ghanaischen Hauptstadt Accra statt. 
Das Programm der in Maputo ausgetragenen Afrikaspiele 2011 beinhaltete erstmals auch begleitende Leichtathletik- und Schwimmwettkämpfe für körperlich eingeschränkte Sportler; 2015 in Brazzaville wurden die Leichtathletikwettbewerbe beibehalten, wohingegen die Para-Angebote im Schwimmen wegfielen und sich stattdessen Kraftdreikämpfer maßen. Die Afrikaspiele 2019 in Rabat umfassten dann allerdings erneut gar keine Disziplinen für behinderte Sportler.

## Austragungsorte
| Jahr | Stadt | Land                         | Datum                 | Nationen | Athleten | Sportarten | Wettkämpfe |
| ---- | ----- | ---------------------------- | --------------------- | -------- | -------- | ---------- | ---------- |
| 2023 | Accra | Ghana                        | 3.–12. September      | 18       | 500+     | 3          | 7          |
| 2027 | Kairo | Ägypten                      | 20. Januar–7. Februar |          |          |            |            |
| 2031 | TBA   | Demokratische Republik Kongo |                       |          |          |            |            |

## Ewiger Medaillenspiegel
| Platz | Land                         | Gold | Silber | Bronze | Gesamt |
| ----- | ---------------------------- | ---- | ------ | ------ | ------ |
| 1     | Marokko                      | 3    | 3      | 1      | 7      |
| 2     | Südafrika                    | 2    | 2      | 0      | 4      |
| 3     | Algerien                     | 1    | 1      | 0      | 2      |
| 4     | Ghana                        | 1    | 0      | 0      | 1      |
| 5     | Kenia                        | 0    | 1      | 0      | 1      |
| 6     | Ägypten                      | 0    | 0      | 2      | 2      |
| 6     | Nigeria                      | 0    | 0      | 2      | 2      |
| 8     | Demokratische Republik Kongo | 0    | 0      | 1      | 1      |
| 8     | Senegal                      | 0    | 0      | 1      | 1      |
| TOTAL | TOTAL                        | 7    | 7      | 7      | 21     |